# There You Go
Singles de P!nk
Most Girls
(2001)
There You Go est une chanson interprété et co-écrite par la chanteuse américaine Pink. C’est le premier single de son premier album Can't Take Me Home. Cette chanson a atteint la septième place du U.S. Billboard Top 100, la deuxième place du Australian ARIA Singles Chart et la sixième du UK Singles Chart.
Le titre est écrit et composé par Pink, Kandi Burruss et Kevin « She'kspere » Briggs, ce dernier en est aussi le producteur. Cette chanson parle d’une relation amoureuse à laquelle Pink a mis fin mais son ex-petit ami veut la récupérer.
Le clip vidéo a été réalisé par Dave Meyers.

## Certifications
Ce single est certifié disque de platine en Australie, disque d'or en Nouvelle-Zélande et aux États-Unis, et disque d'argent au Royaume-Uni.